# Dystrophie congénitale musculaire d'Ullrich
La dystrophie congénitale musculaire d'Ullrich est une maladie génétique musculaire de transmission autosomique récessive en rapport avec des mutations des gènes COL6A1, COL6A2, COL6A3 codant le collagène type VI. Voir l'article.

## Liens Externes
La dystrophie congénitale musculaire d'Ullrich sur Orphanet